# Masdevallia delphina
Masdevallia delphina är en orkidéart som beskrevs av Carlyle August Luer. Masdevallia delphina ingår i släktet Masdevallia och familjen orkidéer. Inga underarter finns listade i Catalogue of Life.